# VM Motori

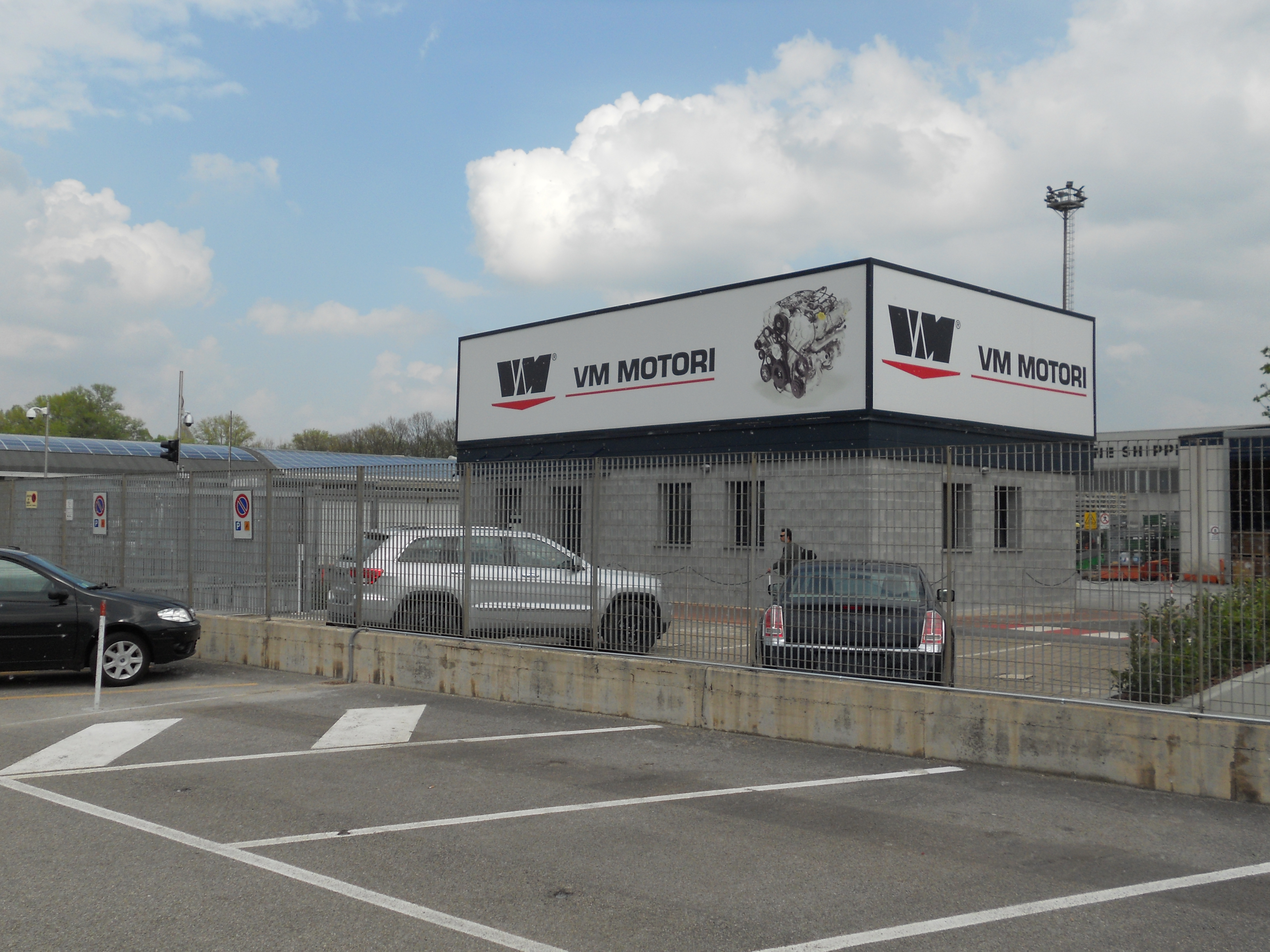
Blick in das Testgelände von VM Motori, sichtbar ein Jeep und ein Lancia als Versuchsträger

VM Motori ist ein 1947 gegründeter italienischer Hersteller von Dieselmotoren mit Sitz in Cento, Provinz Ferrara. Neben Fahrzeugmotoren produziert VM Motori auch Industrie- und Bootsmotoren.

## Geschichte
VM Motori wurde 1947 von den beiden Unternehmern Claudio Vancini und Ugo Martelli gegründet. Der Unternehmensname geht auf die Nachnamen der beiden Gründer zurück. VM fusionierte 1971 mit dem in Triest ansässigen Stabilimenti Meccanici Triestini. Anschließend wurde vom staatlichen Maschinen- und Fahrzeugbaukonzern Finmeccanica eine Mehrheitsbeteiligung erworben, infolgedessen das Unternehmen den Namen Finmeccanica VM trug.
1989 restrukturierte sich Finmeccanica und veräußerte seine Beteiligung an eine Gruppe um einige Unternehmensleiter von VM Motori und der Midland Montague, wodurch das Unternehmen mit seinem Werk in Cento zurückblieb. 1995 erwarb die Detroit Diesel Corporation (DDC) die Mehrheitsbeteiligung an VM Motori, wurde jedoch 2000 selbst von DaimlerChrysler übernommen.
Im Jahr 2003 erwarb die Penske Corporation einen Anteil von 51 % an VM Motori; 2007 die restlichen 49 % von der DDC. Anschließend übernahm General Motors 50 % der Anteile. Am 11. Februar 2011 hatten Fiat Powertrain Technologies und die Penske Corporation eine Vereinbarung getroffen, wonach Fiat Powertrain die anderen fünfzig Prozent erwerben würde.
Im Oktober 2013 wurde VM Motori vollständig von Fiat übernommen und gehört durch deren Fusion mit Chrysler zu FCA und deren Fusion mit PSA heute zum daraus entstandenen Automobilkonzern Stellantis.

## Produkte
Charakteristisch für die Dieselmotorenpalette war lange Zeit die Verwendung von einzelnen, freistehenden, trockenen Zylinderlaufbuchsen, die wahlweise jeweils einen eigenen Zylinderkopf je Zylinder oder einen gemeinsamen Zylinderkopf besaßen. Durch diese Modularität war im Sinne eines Baukastensystem eine große Flexibilität bei der Entwicklung von Motoren mit verschiedenen Zylinderzahlen möglich.
Im Jahr 1988 setzte Land Rover einen 2,4-Liter-Dieselmotor von VM Motori im Range Rover ein. Dieses Vorhaben lief unter dem Projektnamen "Beaver". Auch der von 1982 bis 1985 gebaute Rover 2400 SD Turbo hatte eine Dieselmaschine aus italienischer Fertigung.
Zu den Kunden des Unternehmens gehören unter anderem Alfa Romeo, Chrysler, Dodge, Ford, General Motors, LTI und Rover. So ist z. B. der Jeep Wrangler JK (ab 2007) mit einem 2,8-Liter-VM-Diesel motorisiert. Auch wurde der Chrysler Voyager Typ "ES" und "GS"  in Österreich mit einem VM-Motor für den europäischen Markt gefertigt.
Für den Maserati Ghibli (Tipo M157), der im August 2013 auf den Markt kam, steuert VM Motori den 3,0-Liter-Sechszylinder Diesel-Motor mit 275 PS Leistung und 600 Nm Drehmoment bei.